# Setantops persimilis
Setantops persimilis là một loài tò vò trong họ Ichneumonidae.